# 그것이 답이다!
《그것이 답이다!(それが答えだ!)》는 1997년 7월 2일 ~ 1997년 9월 17일까지 후지 TV에서 방송된 드라마. 시간은 매주 수요일 밤 9시 ~ 9시 54분까지. 주연은 미카미 히로시, 총 12회. 평균 시청률 12.3%을 기록하였다.

## 개요
해외에서 “신이 깃들였다”고 극찬 받는 세계적인 지휘자인 거장, 나루세 노조미는 콘서트 도중에 오케스트라 멤버 전원이 보이콧하여 그 책임으로 해고된다. 그리고 지금은 시골 산골짜기의 오두막에 틀어박여 있다. 때때로 매니저 카시오가 술집 요리를 배달해서 찾아 오는 정도이지 그 밖에 방문하는 사람도 없다. 즉, 일이 없는 것이다, 그것도 1년 넘게.
나루세의 집에 가끔씩 배달해주는 이케다 쿠니오는, 중학교 체육 교사. 어쩌다 교내 오케스트라부 고문을 맡게 되지만, 음악이라곤 전혀 모른다. 피아노가 망가져서 이케다는 나루세를 악기 정비공으로 착각 하여 수리를 부탁한다. 일단 거절하는 나루세지만, 학교에 가서 수리 해준다. 시험삼아 연주한 곡이 교내의 모든 사람들을 매료시킨다. ···이 마을에 음악이 온거다.
이케다는 “아이들에게 음악을 가르쳐 주세요!”라고 하는 열렬히 나루세에게 부탁하지만 계속 거절. 매니저 카시오가 일을 가져오지만, 그 일은 “아이들에게 음악을 가르치는 것”이다. 하지만, 이 일은 하지 않으면 빚 300만엔을 갚지 못하고, 식사도 못하게 되는 신세가 되어버린 나루세는 시골의 내세울것 없는 중학교의 음악 교사, 그리고 12명으로 구성된 오케스트라부의 지도를 맡게 되는데…
제대로 된 음악은 접한 적이 없는 학생들과 천재 음악 마에스트로 나루세가 한 교실에서 수업해 나가면서, 사람을 이해하고 성장해 가는 과정을 그린 학원물 드라마.

## 캐스팅
- 나루세 노조미：미카미 히로시
- 이케다 쿠니오：하기와라 마사토
- 히라바야시 유리코：하타 미치코
- 안도 치에：사카이 미키
- 아사오카 유키미 ：아사기 쿠니코
- 오노 타미에：후지와라 노리카
- 카시오 하타로：아난 켄지
- 히라바야시 토타로：타니 케이
- 미야조노 소이치로：히라 미키지로(특별출연)
- 오오누마 쵸사쿠：카와하라 사부
- 이케다 토쿠조：소우다 잇페이
- 카즈네 화음：후카다 쿄코
- 이시하라 리츠코：요시노 사야카
- 노부야：후지와라 타츠야
- 오오카와 소우：쿠라누키 마사히로
- 토가시 켄타：야마구치 모리히로
- 칸자키 미스즈：무라야마 마나츠
- 키리시마 쇼코：스기우라 카나코
- 야나가와 코스케：니혼키 아키마사 (자니즈 주니어)
- 코이즈미 요지：오카자키 마사시(자니즈 주니어)
- 타치하라 악사：오제키 코우(자니즈 주니어)
- 치카：사사키 에리
- 타나카 마코토：이케다 나오코

### 게스트
- 유키 유키코：히로타 레오나 (제9화)
- 리포터：오오호리 코이치 (제9화)
- 카이린 중학교의 교사：야마자키 하지메 (제10-11화)
- 카이린 중학교의 학생·테츠：오구리 슌 (제10-11화)

## 스태프
- 기획：이시하라 타카시, 타키야마 마도카
- 각본：토다 야마사사
- 음악 : 핫토리 타카유키
- 촬영 : 이토 키요카즈
- 조명 : 모토하시 요시카즈
- 미술 : 스기카와 히로아키
- 프로듀스：타카하시 만히코
- 연출：와카마츠 세츠로, 니시타니 히로시, 타카마루 마사타카
- 제작：(주) 쿄도 텔레비전, 후지 TV

## 관련 음반

### 주제곡
- ウルフルズ / ワンダフル・ワールド

### Original Sound Tracks
1. THAT'S THE ANSWER!(OPENING VER.)
2. THE WIND OF MORNING
3. BUMPEE ROAD
4. PASTORALE
5. WONDERFUL WORLD(BRASS VER.)
6. ELEGANTE
7. PALE MEMORIES
8. SERENADE FOR LOVERS
9. ANGEL'S GLOOM
10. DOLENTE
11. SILENT RESOLUTION
12. MAESTRO IN BLUE
13. OLD GLORY
14. DUSK
15. CAPRICCIOSO
16. THAT'S THE ANSWER!
17. WONDERFUL WORLD

### Sound Tracks Classic Version
1. 「それが答えだ！」メインテーマ
2. 巨人＊交響曲第1番ニ長調
3. 春
4. 交響曲第5番嬰ハ短調
5. 英雄＊交響曲第3番変ホ長調
6. ポルカ「雷鳴と稲妻」から
7. バイオリン協奏曲ニ長調
8. 交響曲第5番嬰ハ短調
9. 歌劇「ウィリアム・テル」序曲から
10. 春の訪れ
11. ピエ・イエズス
12. アニュス・デイ
13. 交響曲第7番ニ短調
14. ジュピター＊交響曲第41番ハ長調
15. 交響曲第5番嬰ハ短調

## 시청률
| 각 화             | 방송일          | 부제                       | 시청률 |
| ----------------- | --------------- | -------------------------- | ------ |
| 제1화             | 1997년 7월 2일  | 사상 최악의 교사           | 11.7%  |
| 제2화             | 1997년 7월 9일  | 학교를 싫어하는 아이       | -      |
| 제3화             | 1997년 7월 16일 | 이런 못 된 선생님          | 11.5%  |
| 제4화             | 1997년 7월 23일 | 사랑을 죽인 선생님         | 10.4%  |
| 제5화             | 1997년 7월 30일 | 지는 개는 필요 없어        | -      |
| 제6화             | 1997년 8월 6일  | 학생들의 눈물              | 10.8%  |
| 제7화             | 1997년 8월 13일 | 후무리기 소년과 마에스트로 | 10.7%  |
| 제8화             | 1997년 8월 20일 | 교사의 실연                | 12.0%  |
| 제9화             | 1997년 8월 27일 | 천재가 과거에 사랑한 여자  | 15.3%  |
| 제10화            | 1997년 9월 3일  | 출장정지처분               | 12.9%  |
| 제11화            | 1997년 9월 10일 | 최후의 결단                | -      |
| 최종화            | 1997년 9월 17일 | 졸업                       | 13.9%  |
| 평균 시청률 12.3% |                 |                            |        |

## 기타
현재 인기 배우인 후카다 쿄코, 후지와라 타츠야 등 활발히 활동 중인 배우들의 데뷔 작품이기에 여전히 주목되고 언급되는 작품이지만, 출연진 가운데 한 사람이 경찰의 체포, 소속사에서 해고 당해서 재방송은 물론 DVD화도 되지 못한 상황이다.